# Hellinsia ambo
Hellinsia ambo is een vlinder uit de familie vedermotten (Pterophoridae). De wetenschappelijke naam van deze soort is voor het eerst geldig gepubliceerd in 2011 door Ustjuzhanin & Kovtunovich.
De soort komt voor in tropisch Afrika.